# 第106歩兵師団 (アメリカ軍)
第106歩兵師団（だいひゃくろくほへいしだん、106th Infantry Division）は、アメリカ陸軍の師団の一つ。第二次世界大戦時の欧州戦線に投入された。愛称は「金獅子師団(Golden Lion Division)」。

## 概要
1944年11月17日にイギリスに到着し、12月6日にフランスに移動した。12月11日には、シェネ・アイフェル高地で第2歩兵師団の戦闘を支援している。12月16日から開始されたドイツ軍の攻勢（バルジの戦い）において、第5装甲軍の初期攻勢を受け、配下の2個連隊（第442、第443）が包囲されている。アメリカ第7機甲師団が救援に向かったものの間に合わず、2個連隊は18日にドイツ軍に降伏している。師団の残余は撤退し、第424連隊を核に再編成を行い、第7機甲師団に増援として付けられた。
1944年12月25日から1945年1月9日にかけて補充を受け、アルデンヌ方面の戦闘に投入された後、フランスへ後退し、失われた2個連隊の再編成に入っている。その後、捕虜の警備任務を行い、ドイツの降伏を迎えることとなる。

## 年表
- 編成 1943年3月15日。
- 国外出動 1944年11月10日
- 主な戦歴 第二次世界大戦・西部戦線（北フランス、アルデンヌ）
- 帰国 1945年10月1日
- 解散 1945年10月2日